# Torekovs kyrka
Torekovs kyrka är en kyrkobyggnad i Torekov på Bjärehalvön. Den är församlingskyrka i Torekovs församling i Lunds stift.

## Kyrkobyggnaden
I ett privilegiebrev från 1344 nämns att det sedan länge funnits ett kapell i Torekov helgat åt Sankta Thora. Kyrkan var uppförd av natursten vid slutet av 1100-talet eller omkring år 1200. Långhus och kor hade plant innertak av trä, medan korets absid hade valv. Under 1300-talet och 1400-talet byggdes kyrkan ut i omgångar, huvudsakligen i tegel. Långhus och kor försågs med valv då långhuset delades upp i två skepp. 1858 brann kyrkan ned tillsammans med 47 hus. Kyrkans grundmurar finns bevarade i centrala Torekov.
Nuvarande kyrka uppfördes 1860-1863 efter ritningar av arkitekt Johan Adolf Hawerman. Uppförd av Byggmästare Johansson. Invigningen ägde rum 20 december 1863. I ritningarna var kyrkan tegelröd, men i verkligheten användes gult tegel från Helsingborg. Taket och tornspiran kläddes med svartmålad plåt som 1875 byttes ut mot kopparplåt. Efter ett angrepp av husbock byggdes kyrkan om åren 1950-1953. Allt skadat trävirke avlägsnades, men murarna behölls. Kyrkans längd minskades när det rundade koret med sakristia revs. En ny sakristia i norr tillkom och tornet byggdes om till annan form med högt sadeltak. Långhuset fick ett nytt sadeltak som fortsätter i obrutet fall över den nya sakristian. Ytterväggarna vitputsades och alla tak belades med rött tegel.

## Inventarier
- Predikstolen är byggd 1863 och restaurerad 1953.
- Dopfunten av mässing är från 1648 och tillhörande dopskål av porslin är från 1954.
- I tornet hänger kyrkklockor av malm. Storklockan är från 1881 medan lillklockan är från 1863.
- Ett votivskepp föreställer ett krigsfartyg. Normalt brukar votivskepp föreställa handelsfartyg.
- En osignerad altartavla är av okänd ålder.
- En tavla från 1697 har motivet Jesus på korset.
- Ljuskronor är från 1650-1750.
- I kyrkan finns en tavla som skildrar en tidigare brand som ägde rum 22 december 1737.

## Klockor
2 klockor, en på 100 och den andre på 60 Lispund, 850 resp. 510 kg, blev beställda sommaren 1862 hos kände klockgjutaren Louis Rudolph Leopold Brausewetter (1822-1865) i Hörby. Han fick de flesta rösterna av Kommitéen. Han signerade sina klockor med "Wetter".

### Orgel
- 1708 flyttades en orgel hit med 6 stämmor från Danmark. 1730 reparerades positivet av organisten Johan Tunell i Laholm.[2]
- 1846 byggde Johan Nikolaus Söderling, Göteborg en orgel.
- 1863 byggde Jöns Lundahl och Knud Olsen en orgel med 12 stämmor.
- Den nuvarande orgeln byggdes 1957 av Wilhelm Hemmersam, Köpenhamn och är mekanisk.

| Huvudverk I   | Svällverk II      | Pedal        | Koppel |
| Principal 8'  | Spetsgamba 8'     | Subbas 16´   | I/P    |
| Gedackt 8'    | Rörflöjt 4'       | Gedackt 8'   | II/P   |
| Oktava 4'     | Principal 2'      | Nachthorn 4' | II/I   |
| Quinta 2 2/3' | Nasat 1 1/3'      | Fagott 16'   |        |
| Blockflöjt 2' | Regal 8'          |              |        |
| Mixtur 3 chor | Tremolo           |              |        |
|               | Crescendosvällare |              |        |

## Bildgalleri

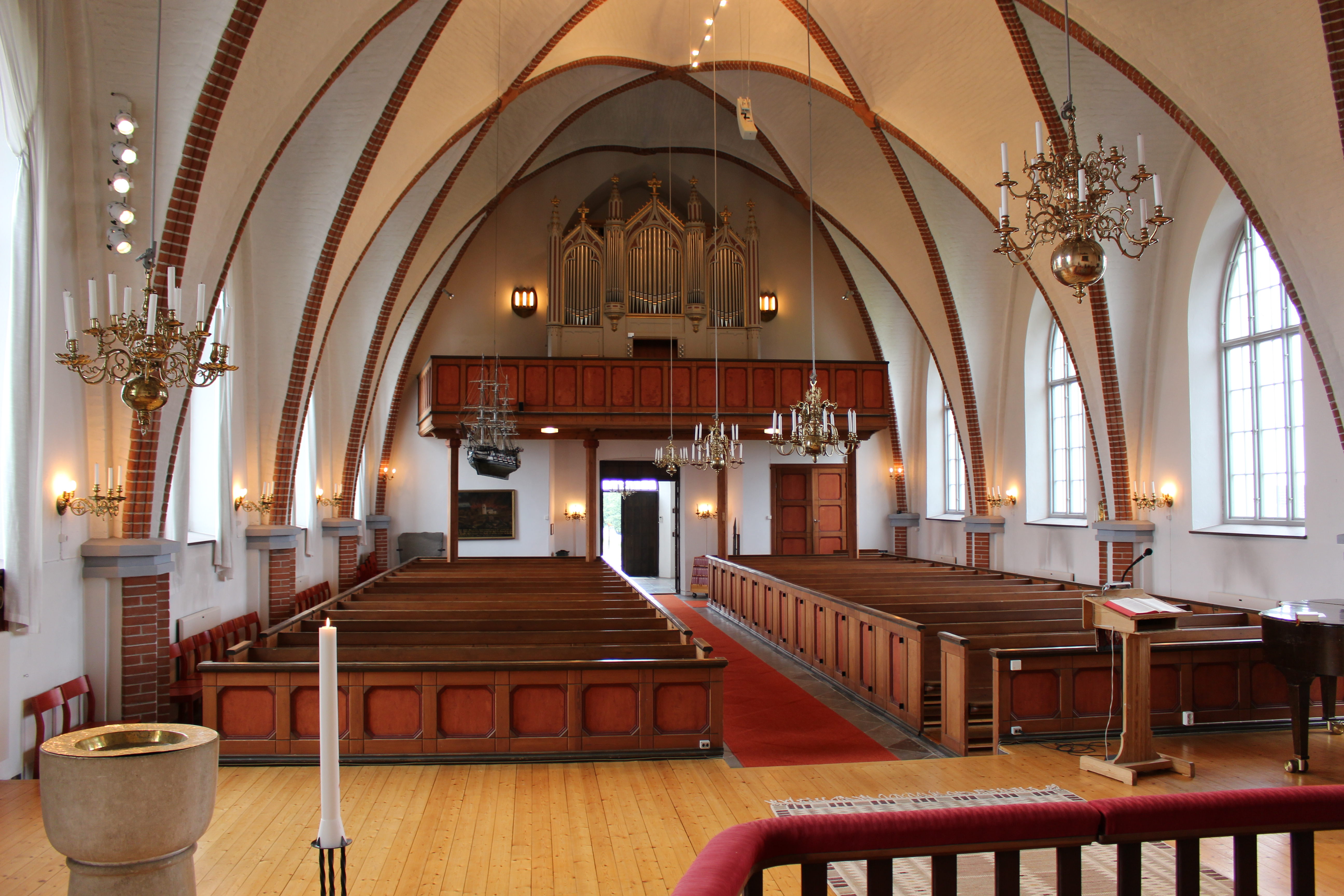
Kyrkorum mot väster
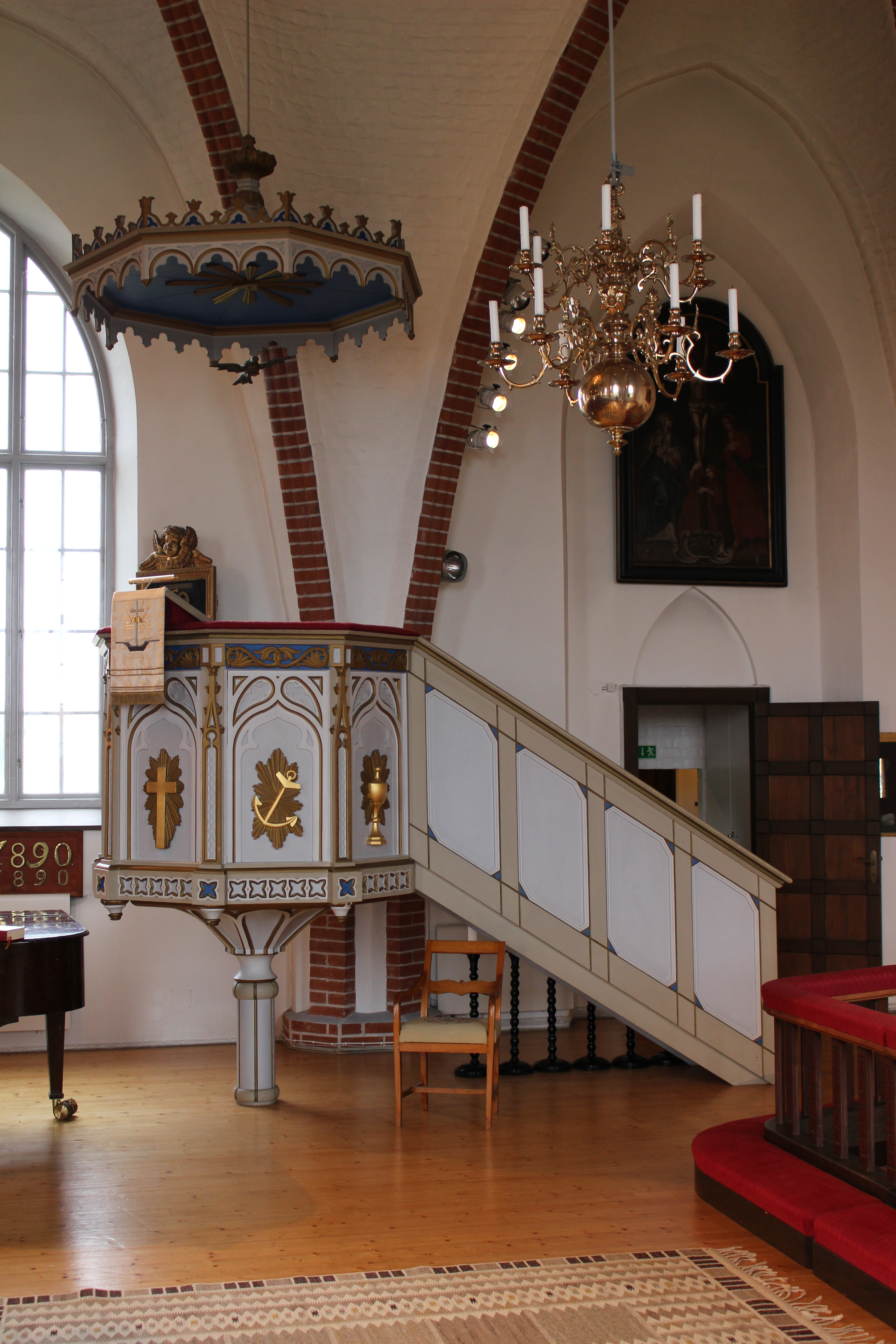
Predikstol
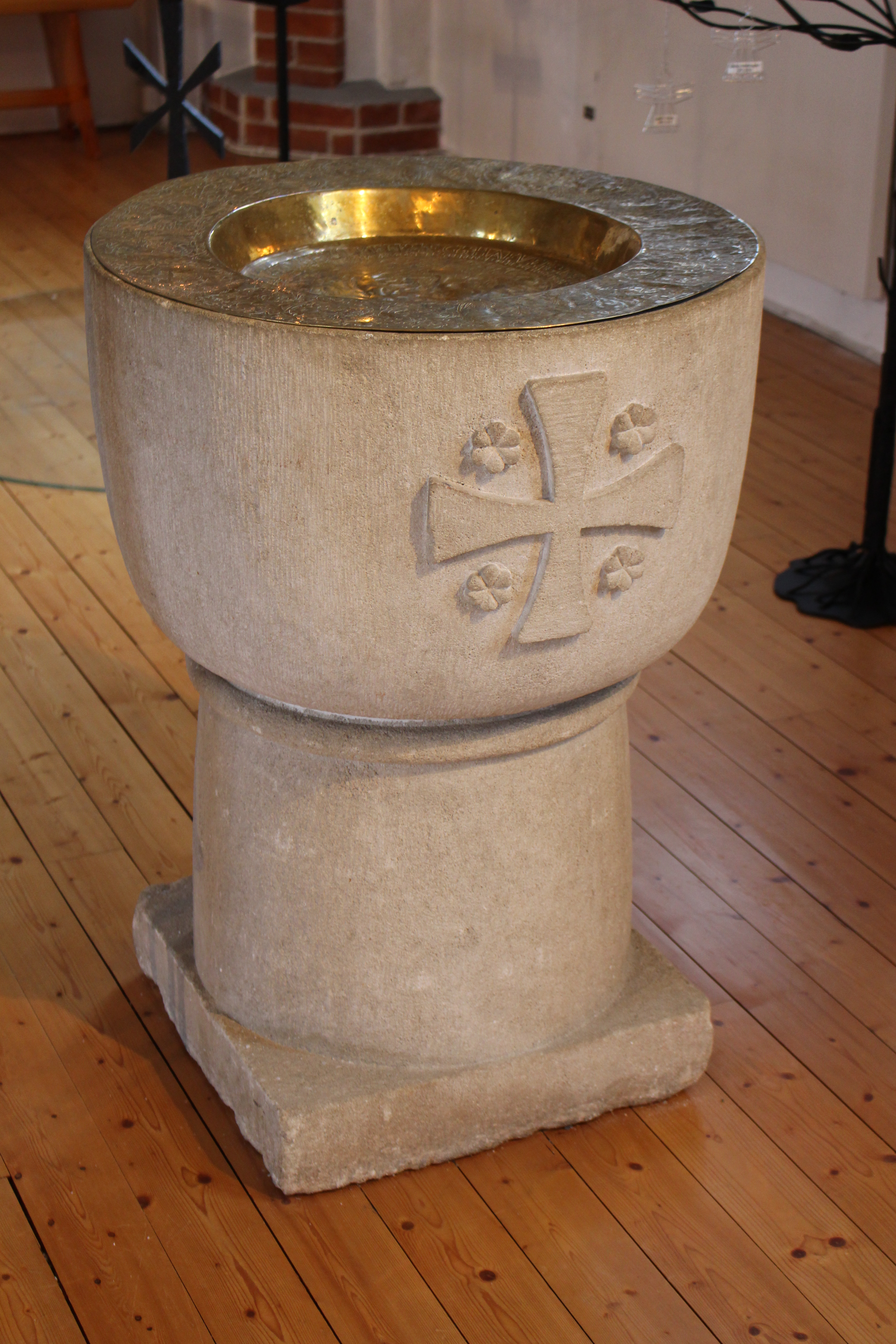
Dopfunt
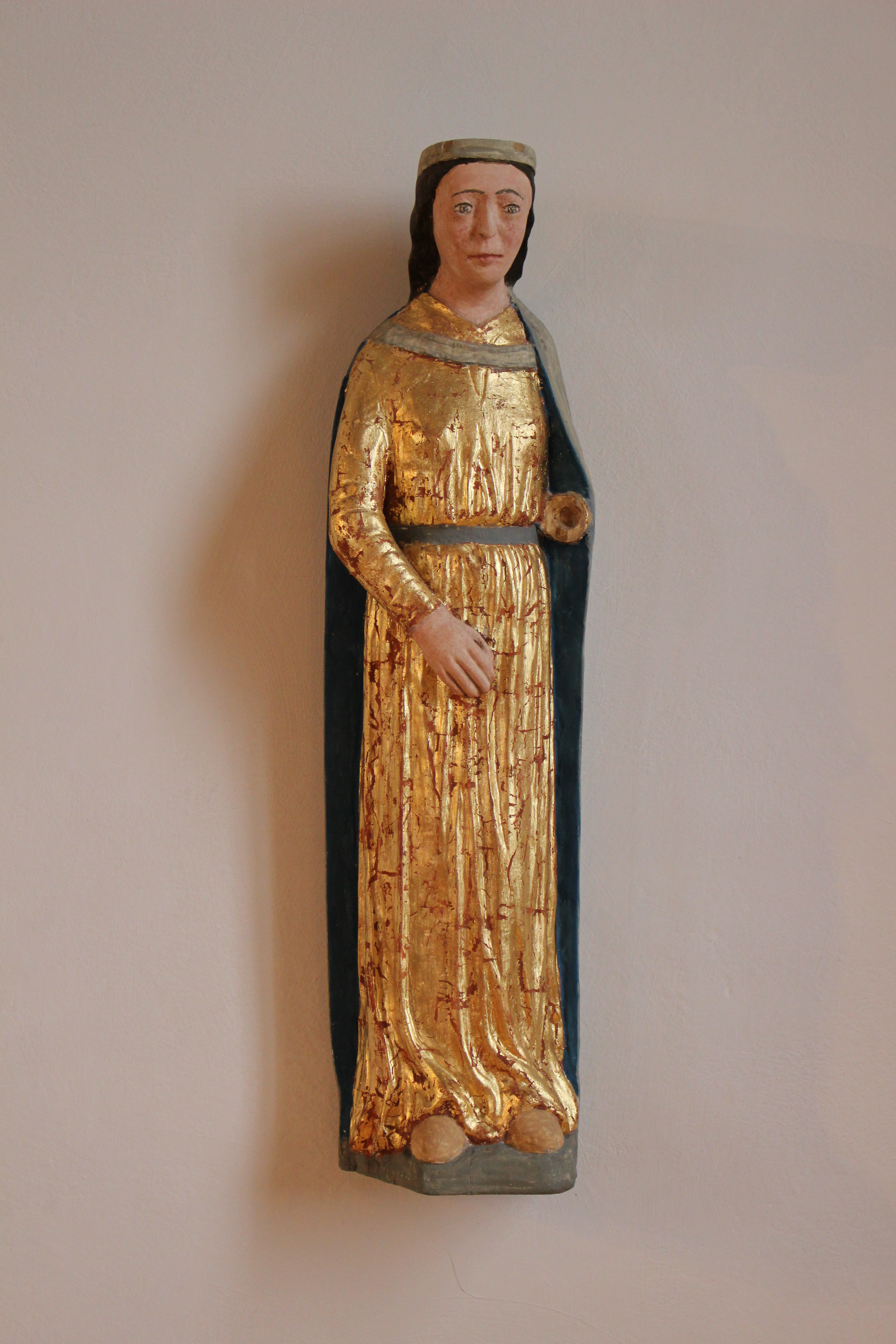
Sankta Thora
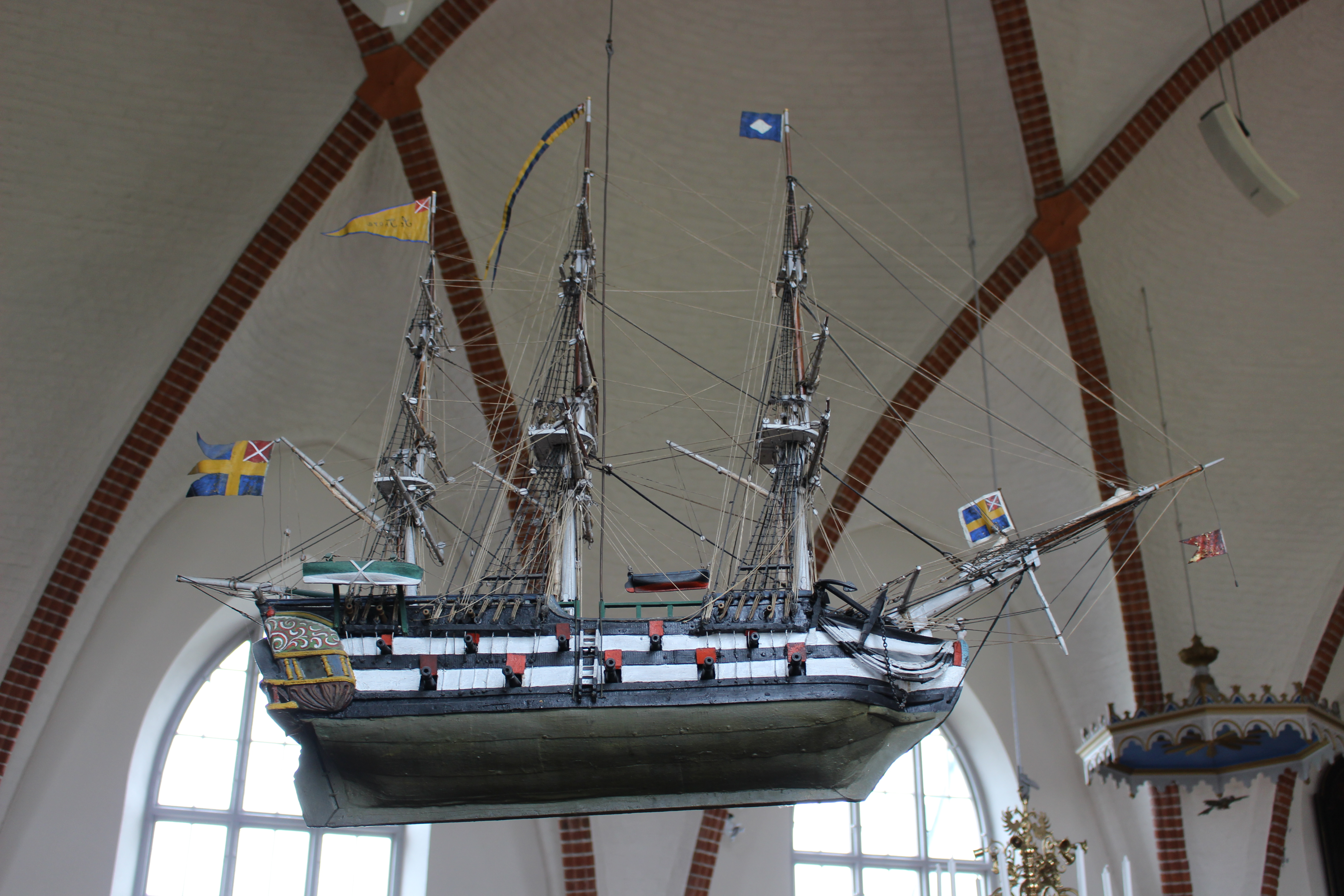
Votivskepp
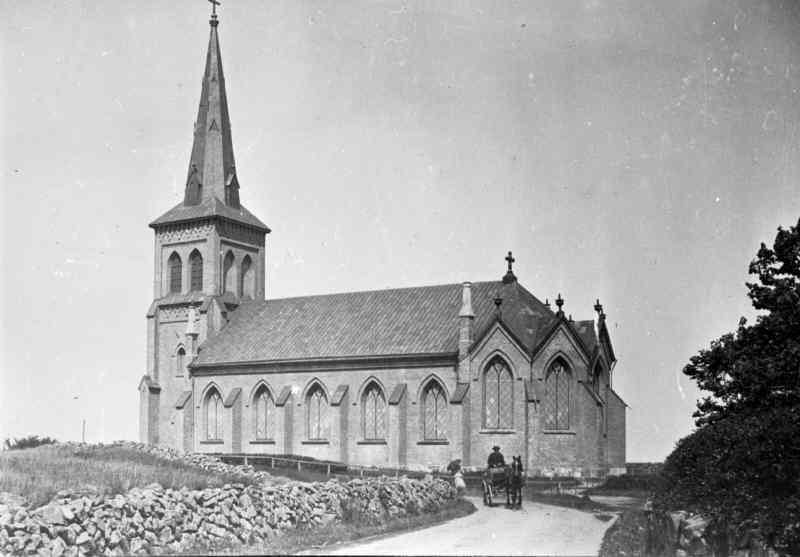
Nuvarande kyrka före ombyggnaden
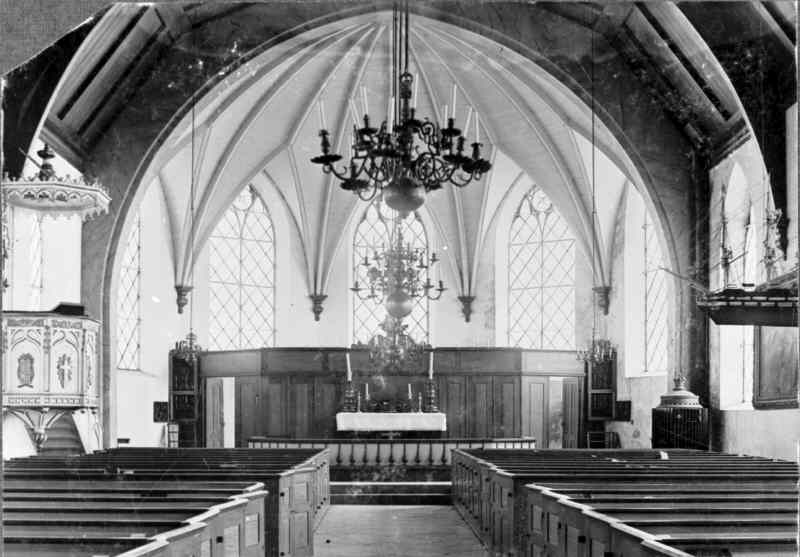
Kyrkorummet före ombyggnaden
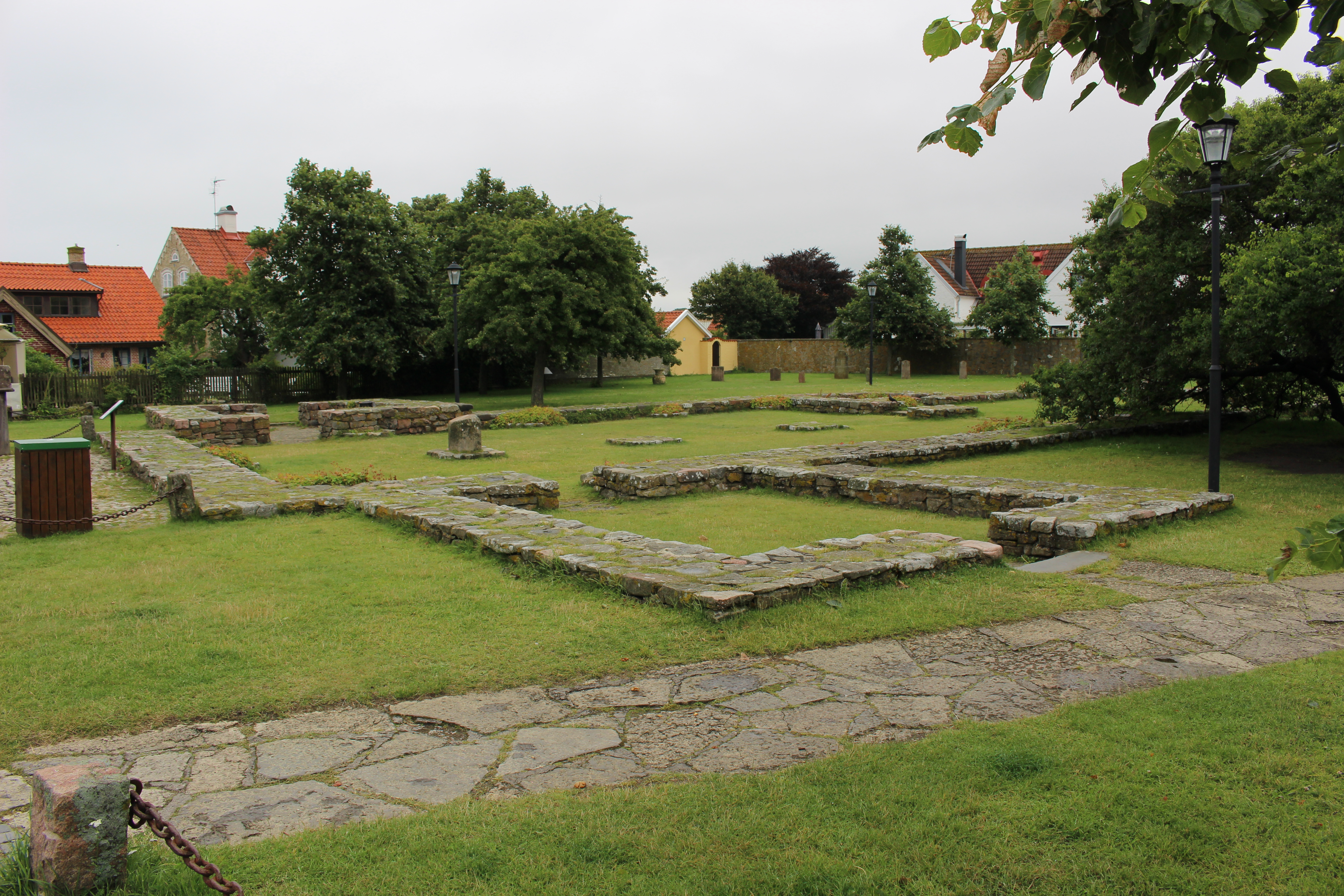
Kyrkoruin från den medeltida kyrkan

### Webbkällor
- Åsbo Släkt- och Folklivsforskare
- byggnadspresentation